# Laternaria exsanguis
Laternaria exsanguis är en insektsart som först beskrevs av Gerstaecker 1895.  Laternaria exsanguis ingår i släktet Laternaria och familjen lyktstritar. Inga underarter finns listade i Catalogue of Life.